# 인도네시아 대학교

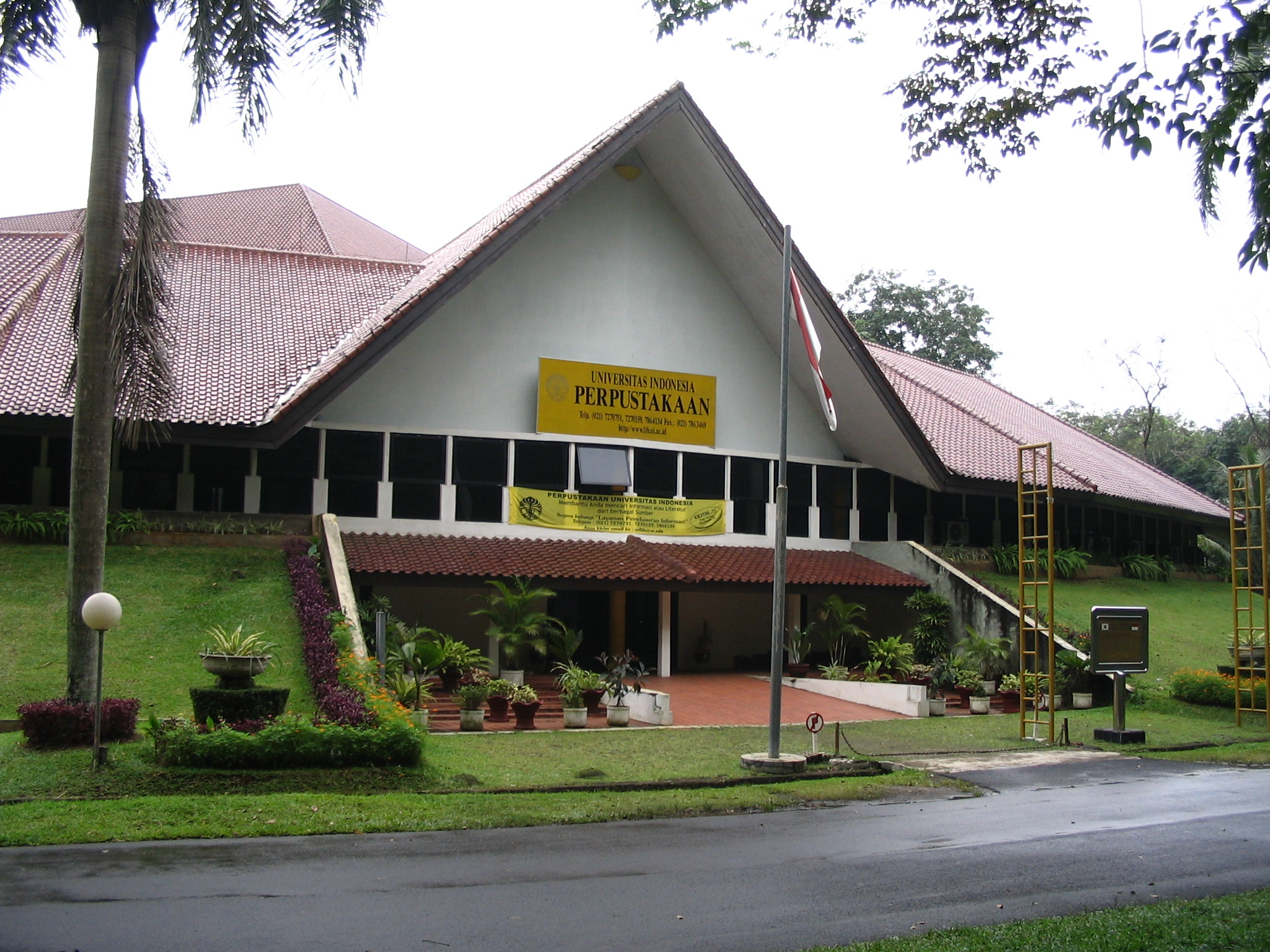

인도네시아 대학교(인도네시아어: Universitas Indonesia, 영어: University of Indonesia)는 인도네시아에서 가장 오래된 고등교육 기관으로, 설립 당시에는 네덜란드령 동인도에 속해 있었다. 주 캠퍼스는 데폭, 서부 자와에 위치하며 다른 주요 캠퍼스는 중부 자카르타의 살렘바에 있다. 줄여서 UI라고 부른다.
인도네시아 대학교는 인도네시아 내에서 가자마다 대학교, 반둥 공과대학교 등과 함께 가장 높은 평가를 받고 있는 대학이다. 2006년 타임즈 고등교육 세계 대학교 순위에서 250위로 다른 인도네시아 대학보다 높은 점수를 받았다. 또 2007년 THES 세계 대학 랭킹에서 395위였다가 2008년 287위였다.
인도네시아 대학교 한인 학생회는 UIKA (Universitas Indonesia Korean Association) 이라고 한다.